# Wiednitz
Wiednitz (górnołuż. Wětnica) – dzielnica miasta Bernsdorf w Niemczech, w kraju związkowym Saksonia, w okręgu administracyjnym Drezno, w powiecie Budziszyn. Do 31 grudnia 2011 była samodzielną gminą, wchodzącą w skład wspólnoty administracyjnej Bernsdorf, która dzień później została rozwiązana..